# Iron City (Tennessee)
Iron City é uma cidade localizada no estado norte-americano de Tennessee, no Condado de Lawrence e Condado de Wayne.

## Demografia
Segundo o censo norte-americano de 2000, a sua população era de 368 habitantes.
Em 2006, foi estimada uma população de 377, um aumento de 9 (2.4%).

## Geografia
De acordo com o United States Census Bureau tem uma área de
2,4 km², dos quais 2,4 km² cobertos por terra e 0,0 km² cobertos por água.

## Localidades na vizinhança
O diagrama seguinte representa as localidades num raio de 20 km ao redor de Iron City.